# Velika Kamenica
Velika Kamenica (izvirno srbsko Велика Каменица) je naselje v Srbiji, ki upravno spada pod Občino Kladovo; slednja pa je del Borskega upravnega okraja.

## Demografija
V naselju živi 644 polnoletnih prebivalcev, pri čemer je njihova povprečna starost 48,3 let (46,9 pri moških in 49,7 pri ženskah). Naselje ima 295 gospodinjstev, pri čemer je povprečno število članov na gospodinjstvo 2,57.
To naselje je, glede na rezultate popisa iz leta 2002, večinoma srbsko.
|  |

| Demografija | Demografija     | Demografija     |
| Leto        | Št. prebivalcev | Št. prebivalcev |
| ----------- | --------------- | --------------- |
|             |                 |                 |
|             |                 |                 |
|             |                 |                 |
|             |                 |                 |
| 1948        | 1549            |                 |
| 1953        | 1800            |                 |
| 1961        | 1764            |                 |
| 1971        | 1730            |                 |
| 1981        | 1689            |                 |
| 1991        | 1393            | 900             |
| 2002        | 1515            | 757             |
|             |                 |                 |

| Etnična sestava po popisu iz leta 2002 | Etnična sestava po popisu iz leta 2002 | Etnična sestava po popisu iz leta 2002 | Etnična sestava po popisu iz leta 2002 | Etnična sestava po popisu iz leta 2002 |
| -------------------------------------- | -------------------------------------- | -------------------------------------- | -------------------------------------- | -------------------------------------- |
| Srbi                                   | Srbi                                   |                                        | 580                                    | 76,61%                                 |
| Vlahi                                  | Vlahi                                  |                                        | 76                                     | 10,03%                                 |
| Romuni                                 | Romuni                                 |                                        | 19                                     | 2,50%                                  |
| Romi                                   | Romi                                   |                                        | 8                                      | 1,05%                                  |
| Hrvati                                 | Hrvati                                 |                                        | 1                                      | 0,13%                                  |
| Neznano                                | Neznano                                |                                        | 8                                      | 1,05%                                  |